# Polar (przedsiębiorstwo)

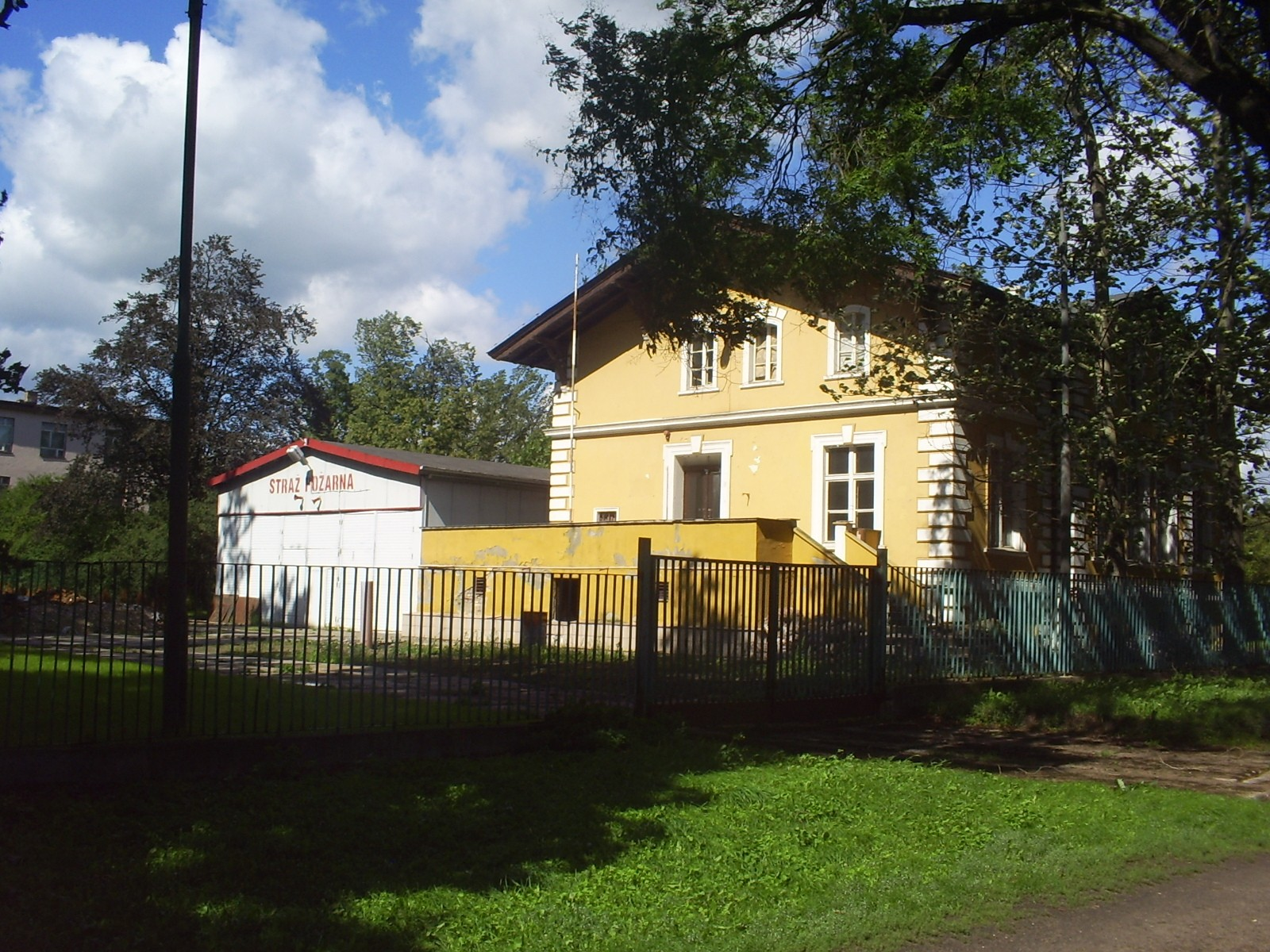
Budynek nieczynnej przyzakładowej Straży Pożarnej Polaru

Polar – istniejący od lat 50. XX wieku polski producent AGD. W swoim asortymencie zawiera m.in. chłodziarki i pralki. W 2002 zakład został przejęty przez spółkę Whirlpool Polska.

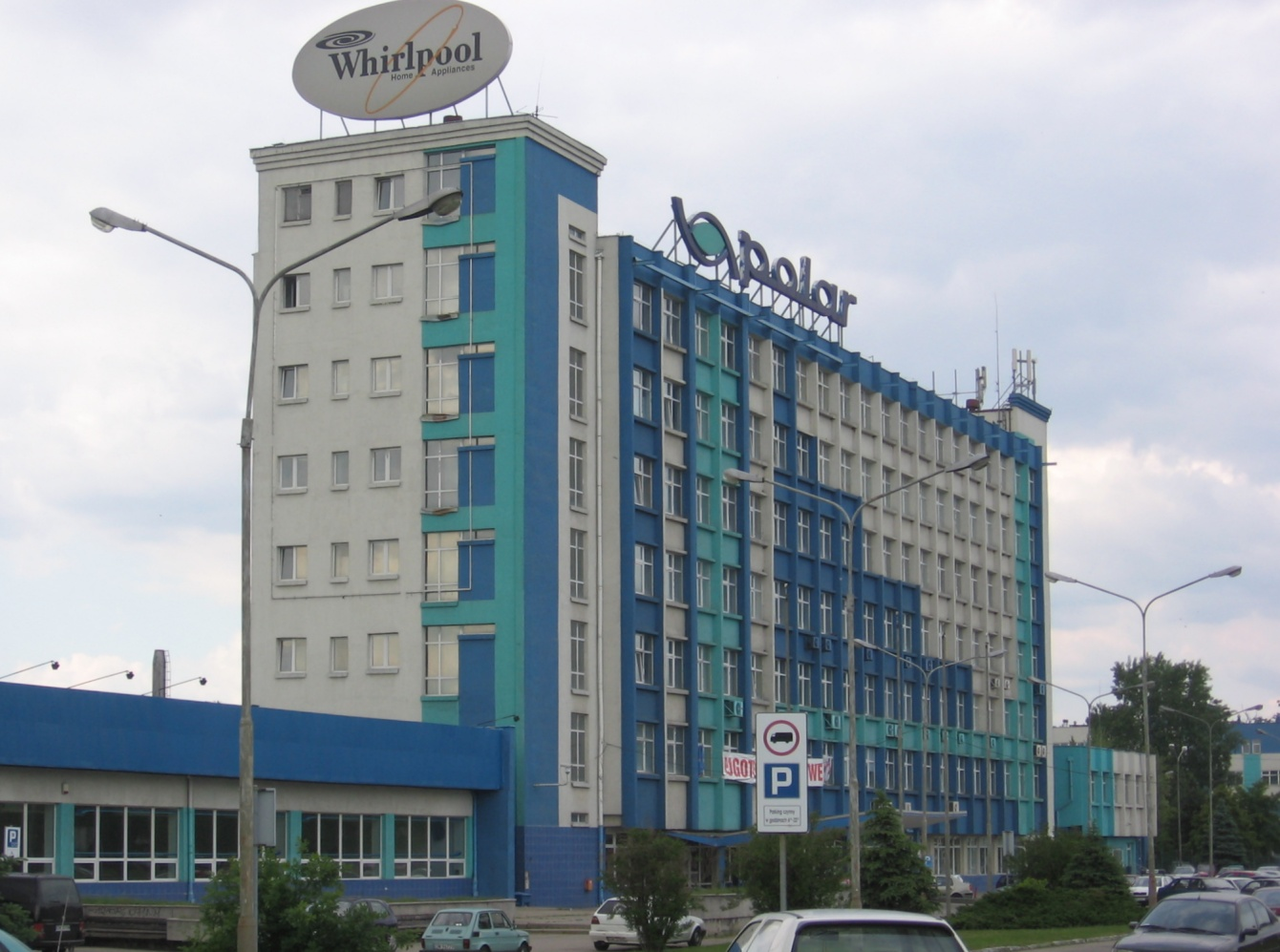
Biurowiec zakładów „Polar” w 2006 r.

Przedsiębiorstwo specjalizowało się w produkcji chłodziarek, chłodziarko-zamrażarek, zamrażarek i piekarników.

## Historia
Zakłady Polar zostały w 1951 roku wydzielone z części Wytwórni Sprzętu Komunikacyjnego we Wrocławiu, zlokalizowanej we wrocławskim osiedlu Zakrzów (w tym samym roku wieś Zakrzów została włączona w granice Wrocławia).
Pierwotnie, od roku 1952, przedsiębiorstwo nosiło nazwę Zakłady Metalowe „Zakrzów”; w 1953 włączono do niej zlikwidowaną papiernię (Zakrzowskie Zakłady Wyrobów Papierniczych, wcześniej należącą do rodziny von Korn Papierfabrik Sacrau; dziś hala byłych magazynów papierni służy jako lakiernia Polaru).
W 1966 r. przedsiębiorstwo zmieniło nazwę na Zakłady Metalowe „Polar”, w 1972 r. na Zakłady Zmechanizowanego Sprzętu Domowego „Predom-Polar”.
Początkowo, w latach 50. XX w., w fabryce produkowano detale metalowe – łańcuchy, wózki itp., później także części do maszyn rolniczych, piecyki gazowe. Wprowadzono też do zakładu tzw. „produkcję specjalną”, czyli tajny dział, w którym produkowano amunicję. W 1957 r. rozpoczęto w zakładach produkcję motorowerów („Ryś” i „Żak”) oraz chłodziarek absorpcyjnych (w tym pierwszą polskiej konstrukcji o nazwie „Mewa”), a w 1962 – sprężarkowych. Produkcję motorowerów przeniesiono do Zjednoczonych Zakładów Rowerowych w Bydgoszczy w 1963 r. W roku 1968 wyprodukowano milionową chłodziarkę. W 1968 i 1969 r. utworzono oddziały zamiejscowe w Żaganiu i w Miłkowie. W 1971 na licencji jugosłowiańskiej fabryki Gorenje rozpoczęto produkcję pralek bębnowych (w tym bardzo popularny model Polar PS 663 Bio).
W latach 80. XX w. przedsiębiorstwo zatrudniało ok. 6–7 tys. pracowników: w 1980 – 5942, w 1981 – 6032, w 1989 – 7080 (4980 we Wrocławiu, 1270 w Miłkowie i 830 w Żaganiu).
W 1995 r. zakład sprywatyzowano pod nazwą Polar SA i w 1999 sprzedano większość akcji firmie Moulinex-Brandt. W 1997 roku firma wprowadziła akcje na Warszawską Giełdę Papierów Wartościowych, by w 2002 roku je wycofać z obrotu giełdowego.
Od 2016 roku właściciel Whirlpool Corporation stopniowo zastępuje produkcję sprzętów AGD pod marką Polar produktami ze swoich firm takich jak np. KitchenAid lub niemiecki Bauknecht. Według zarządu firmy i analityków Whirlpool ma lepsze wyniki sprzedaży, w porównaniu do Polaru, ponieważ konsumenci w głównej mierze skupiają się na artykułach bardziej zaawansowanych technologicznie, które są niekiedy tylko niewiele droższe. Tym samym producent ocenił produkcję sprzętu AGD pod marką Polar za nierentowną i ograniczył się tylko do produkcji artykułów z bardziej rozpoznawalnych marek swojego portfolio. Fabryka jest kontrolowana przez koncern Whirlpool Corporation (2021).